# Peter Moskopp
Peter Moskopp (* 11. Oktober 1963 in Neuwied) ist ein deutscher Politiker der CDU und gewählter Abgeordneter des rheinland-pfälzischen Landtags.

## Leben und Beruf
Moskopp legte 1984 sein Abitur ab und begann daraufhin im gehobenen Dienst zu studieren. Die praktischen Abschnitte absolvierte er bei der Bezirksregierung Koblenz, das Studium schloss er 1987 als Diplom-Verwaltungswirt (FH) ab. Daraufhin war er in der Stadtverwaltung in Andernach, im Daten- und Informationszentrum in Bad Ems sowie im Pädagogischen Landesinstitut in Koblenz tätig. Von 2011 bis 2021 war er Büroleiter in der Verbandsgemeindeverwaltung Mendig.
Moskopp wohnt in Kettig und ist römisch-katholisch. In seiner Freizeit ist er Pferdezüchter, daneben ist er ehrenamtlicher Vorsitzer des Fördervereins der Förder- und Wohnstätten in Kettig.

## Politik
1996 trat Moskopp in die Junge Union ein, zwei Jahre später wurde er Vorsitzender des JU-Gemeindeverbandes in der VG Weißenthurm. 1999 wurde er Vorsitzender der CDU in Kettig sowie Vorsitzender der CDU-Fraktion im Gemeinderat. 2009 wurde er erstmals zum Ortsbürgermeister von Kettig gewählt, in diesem Amt wurde er 2014 und 2019 bestätigt. Daneben ist er stellvertretender Vorsitzender des CDU-Kreisverbandes Mayen-Koblenz.
Bei der Landtagswahl 2021 gewann Moskopp das Direktmandat im Wahlkreis Bendorf/Weißenthurm und zog so in den Landtag ein.